# Cimitero di Porta Vittoria
Il cimitero di Porta Vittoria (detto anche il fopponino o cimitero di Porta Tosa) era un cimitero di Milano.

## Storia
Aperto nel 1826, prima della costruzione del Monumentale e del Maggiore fu il primo fra i grandi cimiteri milanesi costruiti al fine di rimpiazzare gli allora piccoli cimiteri cittadini ormai saturi e inglobati dai vari quartieri. In particolare il cimitero di Porta Tosa nacque con l'intento di sostituire il foppone di San Rocco fuori di Porta Romana e di essere sepoltura per i deceduti all'Ospedale Maggiore. L'ingresso era sull'attuale corso XXII marzo e sorgeva nell'area compresa fra le attuali via Goffredo Mameli, via Fratelli Bronzetti e via Marcona.